# Leon Feiner

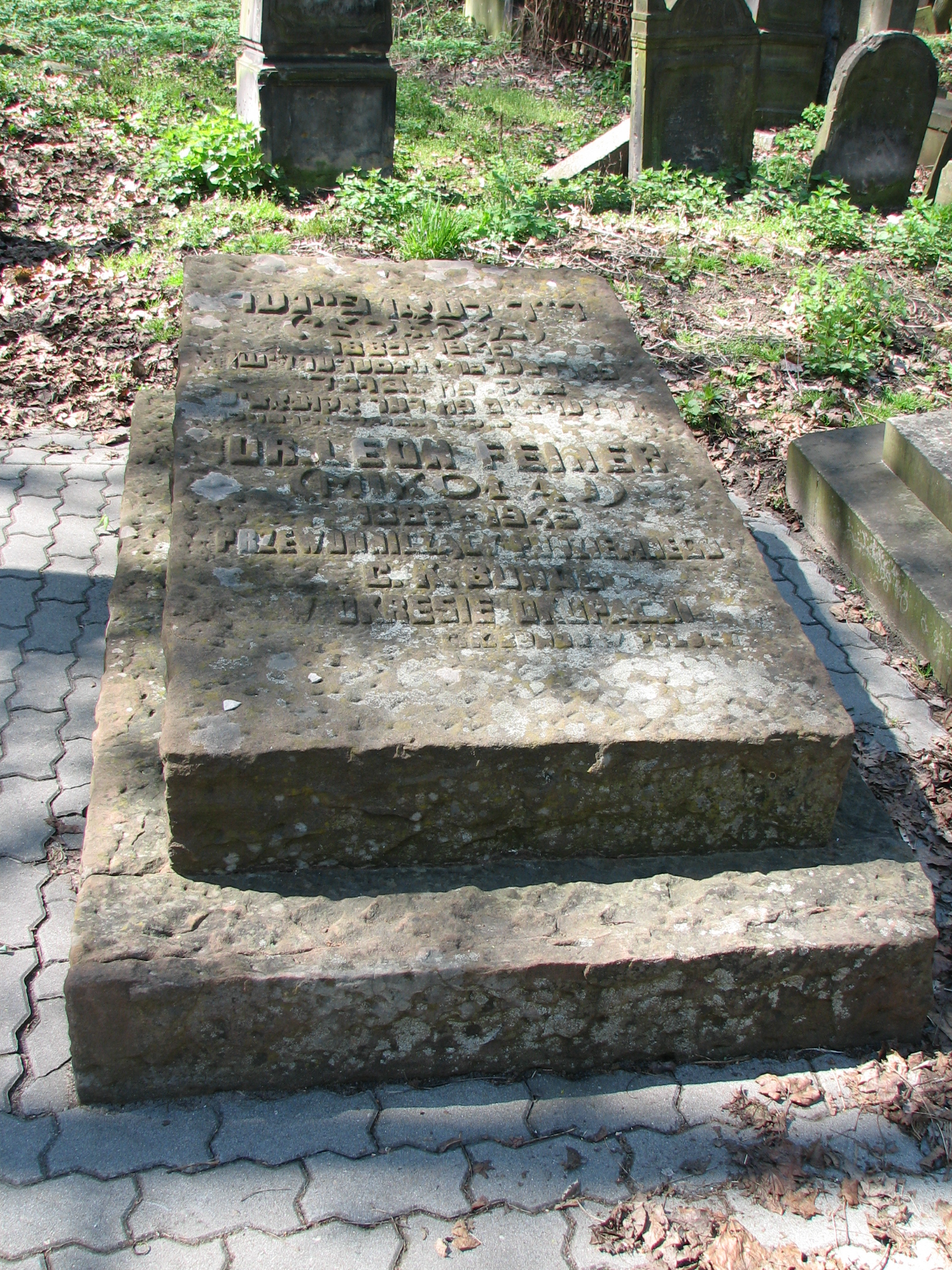
Grób Leona Feinera na cmentarzu żydowskim w Warszawie

Leon Feiner, ps. Mikołaj (jid. לעאן פיינער; ur. 1885 w Krakowie, zm. 22 lutego 1945 w Lublinie) – adwokat, działacz Bundu, od sierpnia 1944 do stycznia 1945 prezes Rady Pomocy Żydom „Żegota”, tłumacz.

## Życiorys
Pochodził z zamożnej zasymilowanej rodziny żydowskiej. Ukończył studia na Wydziale Prawa Uniwersytetu Jagiellońskiego (doktorat 1910). Przed wybuchem II wojny światowej prowadził kancelarię adwokacką w Krakowie i przewodniczył tamtejszym strukturom Bundu. Był obrońcą w procesach politycznych, działał w Zrzeszeniu Prawników Socjalistów. W 1939 zesłany na sześć tygodni do obozu w Berezie Kartuskiej. Po agresji III Rzeszy i ZSRR na Polskę w końcu września znalazł się na terenie okupacji sowieckiej. Aresztowany przez NKWD podczas próby przekroczenia granicy z Litwą, osadzony w więzieniu w Lidzie. Po ataku III Rzeszy na ZSRR w czerwcu 1941 udało mu się zbiec z więzienia w czasie wycofywania się Sowietów z miasta. Przyjechał do Warszawy, gdzie zamieszkał poza gettem, po stronie „aryjskiej”. Został wybrany do centralnych władz Bundu. Reprezentował Bund i ŻOB po aryjskiej stronie, gdzie używał nazwiska Mikołaj Lasocki. Ukrywał się m.in. u Aleksandra Zelwerowicza. W sierpniu 1942 nawiązał kontakt z Henrykiem Wolińskim – szefem Referatu Żydowskiego w Biurze Informacji i Propagandy Komendy Głównej Armii Krajowej z prośbą o wysłanie do Szmula Zygelbojma – przedstawiciela Bundu w Radzie Narodowej RP w Londynie depeszy informującej o sytuacji polskich Żydów. Została ona nadana 2 października 1942. Od tego czasu przekazywał raporty o sytuacji getta warszawskiego podpisane pseudonimem „Berezowski”, które trafiały do Rządu RP na uchodźstwie. W październiku 1942 spotkał się również z wyjeżdżającym do Londynu kurierem Janem Karskim, którego wraz z Menachemem Kirszenbaumem wprowadził  na teren getta warszawskiego. Apelował wówczas do Karskiego:
Chcielibyśmy, aby pan powiedział rządowi polskiemu i rządom Sprzymierzonym oraz wielkim przywódcom alianckim, że jesteśmy bezsilni w obliczu zbrodni niemieckich. Nie możemy bronić się sami, a nikt inny w Polsce nie może nas obronić. Władze polski podziemnej mogą uratować część spośród nas, ale nie mogą uratować masy. Niemcy nie próbują zrobić z nas niewolników, jak to robią z innymi narodami; my jesteśmy systematycznie mordowani. Cały nasz naród będzie zniszczony. Nieliczni mogą być prawdopodobnie uratowani, ale los trzech milionów Żydów jest przesądzony. Temu nie zapobiegnie żadna siła w Polsce, ani polskie ani żydowskie podziemie. Odpowiedzialność za to złóż pan na barki Sprzymierzonych. Nie dopuść pan do tego, by ktoś z przywódców zjednoczonych narodów mógł powiedzieć, iż nie wiedział, iż pomoc może być udzielana tylko z zewnątrz (…) Powiedz pan przywódcom żydowskim, że nie jest czas na uprawianie polityki czy taktyki. Powiedz im, że ziemię trzeba wstrząsnąć od posad, że świat trzeba obudzić. Może wtedy się przebudzi, zrozumie i przejrzy.
Od stycznia 1943 wiceprezes Żegoty, od sierpnia 1944 do stycznia 1945 jej prezes. Po wybuchu powstania w getcie pozostawał w stałym kontakcie ze Szmulem Zygielbojmem.
Władysław Bartoszewski:
Doskonałe kontakty z Komendą Główną AK, Delegaturą, PPS-WRN, a także z lewicą socjalistyczną miał dr Leon Feiner, autor jednego z najnowocześniejszych raportów żydowskiego podziemia do rządu w Londynie. Przed wojną był znanym, dobrze prosperującym adwokatem w Krakowie. Osadzono go w Berezie, na podstawie fałszywych oskarżeń o komunizm, być może dlatego jednym z jego okupacyjnych pseudonimów było »Berezowski«. Niewątpliwie lewicowiec. Na pewno nie był komunistą. Człowiek o dużym doświadczeniu społecznym, wielkiej inteligencji i poczuciu humoru. Wyglądał jak starszy szlagon, siwa czupryna, siwe wąsy, prowincjonalny szlachcic, który przybył do miasta, jak ze sztuk Michała Bałuckiego czy Józefa Blizińskiego.
Zmarł na chorobę nowotworową. Pochowany w alei głównej cmentarza żydowskiego przy ulicy Okopowej w Warszawie (kwatera 12).